# Moorilla Hobart International 2012 - Qualificazioni singolare
Le qualificazioni del singolare  del Moorilla Hobart International 2012 sono state un torneo di tennis preliminare per accedere alla fase finale della manifestazione. I vincitori dell'ultimo turno sono entrati di diritto nel tabellone principale. In caso di ritiro di uno o più giocatori aventi diritto a questi sono subentrati i lucky loser, ossia i giocatori che hanno perso nell'ultimo turno ma che avevano una classifica più alta rispetto agli altri partecipanti che avevano comunque perso nel turno finale.

## Teste di serie
1. Rebecca Marino (secondo turno)
2. Mona Barthel (qualificata)
3. Alberta Brianti (primo turno)
4. Magdaléna Rybáriková (secondo turno)

1. Mathilde Johansson (primo turno)
2. Romina Oprandi (qualificata)
3. Irina Falconi (secondo turno)
4. Kristina Barrois (Lucky loser)

## Qualificate
1. Romina Oprandi
2. Mona Barthel

1. Heather Watson
2. Sacha Jones

## Tabellone qualificazioni

### 1ª sezione
|  | Primo turno        | Primo turno        | Primo turno    | Primo turno | Primo turno |  |  | Secondo turno | Secondo turno      | Secondo turno   | Secondo turno  | Secondo turno  |   |   | Ultimo turno | Ultimo turno       | Ultimo turno       | Ultimo turno | Ultimo turno |  |
|  |                    |                    |                |             |             |  |  |               |                    |                 |                |                |   |   |              |                    |                    |              |              |  |
|  | 1                  | Rebecca Marino     | Rebecca Marino | 6           | 6           |  |  |               |                    |                 |                |                |   |   |              |                    |                    |              |              |  |
|  |                    | Chichi Scholl      | Chichi Scholl  | 4           | 3           |  |  | 1             | Rebecca Marino     | 7               | 4              | 69             |   |   |              |                    |                    |              |              |  |
|  | Aleksandra Wozniak | Aleksandra Wozniak | 6              | 2           | 7           |  |  |               | Aleksandra Wozniak | 5               | 6              | 7              |   |   |              |                    |                    |              |              |  |
|  | Marija Korytceva   | Marija Korytceva   | 4              | 6           | 64          |  |  |               |                    |                 |                |                |   |   |              | Aleksandra Wozniak | Aleksandra Wozniak | 2            | 3            |  |
|  | Sloane Stephens    | Sloane Stephens    | 4              | 6           | 2           |  |  |               |                    | 6               | Romina Oprandi | Romina Oprandi | 6 | 6 |              |                    |                    |              |              |  |
|  | Coco Vandeweghe    | Coco Vandeweghe    | 6              | 3           | 6           |  |  |               | Coco Vandeweghe    | Coco Vandeweghe | 63             | 1              |   |   |              |                    |                    |              |              |  |
|  |                    | Lesja Curenko      | Lesja Curenko  | 3           | 62          |  |  | 6             | Romina Oprandi     | Romina Oprandi  | 7              | 6              |   |   |              |                    |                    |              |              |  |
|  | 6                  | Romina Oprandi     | Romina Oprandi | 6           | 7           |  |  |               |                    |                 |                |                |   |   |              |                    |                    |              |              |  |

### 2ª sezione
|  | Primo turno     | Primo turno             | Primo turno             | Primo turno | Primo turno |  |  | Secondo turno           | Secondo turno           | Secondo turno           | Secondo turno   | Secondo turno |   |   | Ultimo turno | Ultimo turno | Ultimo turno | Ultimo turno | Ultimo turno |  |
|  |                 |                         |                         |             |             |  |  |                         |                         |                         |                 |               |   |   |              |              |              |              |              |  |
|  | 2               | Mona Barthel            | Mona Barthel            | 6           | 6           |  |  |                         |                         |                         |                 |               |   |   |              |              |              |              |              |  |
|  |                 | Valerija Savinych       | Valerija Savinych       | 4           | 3           |  |  | 2                       | Mona Barthel            | Mona Barthel            | 6               | 6             |   |   |              |              |              |              |              |  |
|  | Evgenija Rodina | Evgenija Rodina         | Evgenija Rodina         | 68          | 2           |  |  |                         | Ol'ga Govorcova         | Ol'ga Govorcova         | 2               | 3             |   |   |              |              |              |              |              |  |
|  | Ol'ga Govorcova | Ol'ga Govorcova         | Ol'ga Govorcova         | 7           | 6           |  |  |                         |                         |                         |                 |               |   |   | 2            | Mona Barthel | 4            | 6            | 6            |  |
|  | WC              | Storm Sanders           | Storm Sanders           | 2           | 4           |  |  |                         |                         |                         | Nina Bratčikova | 6             | 2 | 1 |              |              |              |              |              |  |
|  |                 | Estrella Cabeza Candela | Estrella Cabeza Candela | 6           | 6           |  |  | Estrella Cabeza Candela | Estrella Cabeza Candela | Estrella Cabeza Candela | 3               | 64            |   |   |              |              |              |              |              |  |
|  |                 | Nina Bratčikova         | Nina Bratčikova         | 6           | 6           |  |  | Nina Bratčikova         | Nina Bratčikova         | Nina Bratčikova         | 6               | 7             |   |   |              |              |              |              |              |  |
|  | 5               | Mathilde Johansson      | Mathilde Johansson      | 4           | 2           |  |  |                         |                         |                         |                 |               |   |   |              |              |              |              |              |  |

### 3ª sezione
|  | Primo turno       | Primo turno       | Primo turno      | Primo turno | Primo turno |  |  | Secondo turno   | Secondo turno     | Secondo turno     | Secondo turno    | Secondo turno |   |      | Ultimo turno | Ultimo turno   | Ultimo turno | Ultimo turno | Ultimo turno |  |
|  |                   |                   |                  |             |             |  |  |                 |                   |                   |                  |               |   |      |              |                |              |              |              |  |
|  | 3                 | Alberta Brianti   | Alberta Brianti  | 1           | 1           |  |  |                 |                   |                   |                  |               |   |      |              |                |              |              |              |  |
|  |                   | Olivia Rogowska   | Olivia Rogowska  | 6           | 6           |  |  | Olivia Rogowska | Olivia Rogowska   | Olivia Rogowska   | 3                | 2             |   |      |              |                |              |              |              |  |
|  | WC                | Bojana Bobusic    | 6                | 3           | 5           |  |  | Heather Watson  | Heather Watson    | Heather Watson    | 6                | 6             |   |      |              |                |              |              |              |  |
|  |                   | Heather Watson    | 3                | 6           | 7           |  |  |                 |                   |                   |                  |               |   |      |              | Heather Watson | 4            | 7            | 7            |  |
|  | Eva Birnerová     | Eva Birnerová     | 7                | 2           | 2           |  |  |                 |                   | 8                 | Kristina Barrois | 6             | 5 | 6(1) |              |                |              |              |              |  |
|  | Marta Domachowska | Marta Domachowska | 62               | 6           | 6           |  |  |                 | Marta Domachowska | Marta Domachowska | 1                | 2             |   |      |              |                |              |              |              |  |
|  | WC                | Belinda Woolcock  | Belinda Woolcock | 0           | 3           |  |  | 8               | Kristina Barrois  | Kristina Barrois  | 6                | 6             |   |      |              |                |              |              |              |  |
|  | 8                 | Kristina Barrois  | Kristina Barrois | 6           | 6           |  |  |                 |                   |                   |                  |               |   |      |              |                |              |              |              |  |

### 4ª sezione
|  | Primo turno    | Primo turno          | Primo turno       | Primo turno | Primo turno |  |  | Secondo turno | Secondo turno        | Secondo turno        | Secondo turno | Secondo turno |   |   | Ultimo turno | Ultimo turno | Ultimo turno | Ultimo turno | Ultimo turno |  |
|  |                |                      |                   |             |             |  |  |               |                      |                      |               |               |   |   |              |              |              |              |              |  |
|  | 4              | Magdaléna Rybáriková | 4                 | 6           | 7           |  |  |               |                      |                      |               |               |   |   |              |              |              |              |              |  |
|  |                | Stéphanie Dubois     | 6                 | 3           | 65          |  |  | 4             | Magdaléna Rybáriková | Magdaléna Rybáriková | 3             | 2             |   |   |              |              |              |              |              |  |
|  |                | Alexandra Cadanțu    | Alexandra Cadanțu | 4           | 2           |  |  | WC            | Sacha Jones          | Sacha Jones          | 6             | 6             |   |   |              |              |              |              |              |  |
|  | WC             | Sacha Jones          | Sacha Jones       | 6           | 6           |  |  |               |                      |                      |               |               |   |   | WC           | Sacha Jones  | Sacha Jones  | 6            | 6            |  |
|  | Alison Riske   | Alison Riske         | Alison Riske      | 7           | 6           |  |  |               |                      |                      | Alison Riske  | Alison Riske  | 2 | 3 |              |              |              |              |              |  |
|  | Réka-Luca Jani | Réka-Luca Jani       | Réka-Luca Jani    | 62          | 3           |  |  |               | Alison Riske         | 6                    | 3             | 7             |   |   |              |              |              |              |              |  |
|  |                | Karin Knapp          | 6                 | 3           | 2           |  |  | 7             | Irina Falconi        | 0                    | 6             | 5             |   |   |              |              |              |              |              |  |
|  | 7              | Irina Falconi        | 4                 | 6           | 6           |  |  |               |                      |                      |               |               |   |   |              |              |              |              |              |  |